# Romain Desgranges
Romain Desgranges (Sainte-Colombe, 12 de octubre de 1982) es un deportista francés que compite en escalada, especialista en la prueba de dificultad.
Ganó dos medallas de oro en el Campeonato Europeo de Escalada, en los años 2013 y 2017. Además, consiguió una medalla de bronce en los Juegos Mundiales de 2009.

## Palmarés internacional
| Campeonato Europeo | Campeonato Europeo           | Campeonato Europeo | Campeonato Europeo |
| Año                | Lugar                        | Medalla            | Prueba             |
| ------------------ | ---------------------------- | ------------------ | ------------------ |
| 2013               | Chamonix (Francia)           | Medalla de oro     | Dificultad         |
| 2017               | Campitello di Fassa (Italia) | Medalla de oro     | Dificultad         |